# Eugrapta venusta
Eugrapta venusta är en fjärilsart som beskrevs av George Francis Hampson 1897. Eugrapta venusta ingår i släktet Eugrapta och familjen nattflyn. Inga underarter finns listade i Catalogue of Life.